# Hrubá Borša
Hrubá Borša (in ungherese Nagyborsa) è un comune della Slovacchia facente parte del distretto di Senec, nella regione di Bratislava.